# わかば*ガール
『わかば＊ガール』は、原悠衣による日本の4コマ漫画作品。2010年から2011年に掛けて創作工房の雑誌『乙女通信』で第3話まで連載された。同誌の休刊により未完となっていたが、著者のブログ「Hara*Rira」に掲載された第4話、描き下ろしの最終話を加えて、2013年に、まんがタイムKRコミックスレーベルから単行本として刊行された。
2015年3月19日発売の『まんがタイムきららMAX』誌上で、本作がTOKYO MX、BS11の『ULTRA SUPER ANIME TIME 1stSEASON』内にて短編テレビアニメとして放映されることが発表され、同年7月より9月まで放送された。

## あらすじ
いわゆるお嬢様で女子高生の小橋若葉と、クラスメートとの日常を描く。

## 登場人物
キャラクタープロフィールは『わかば＊ガール 公式ファンブック 女子高生は“はじめて”がいっぱい！』より。
小橋 若葉（こはし わかば）
声 - 小澤亜李
本作の主人公。高校1年生。4月1日の春生まれ。身長165cm。家はものすごいお金持ちで、いわゆるお嬢様の箱入り娘。おしとやかな性格で、家族に対して「お母様」「お姉様」と呼んだり、常に「〜ですわ」などのお嬢様口調で話す。家族は両親と姉がいて、犬を飼っている。
普通の女子高生やギャルらしいことに強い憧れを持つが、ギャル向けのゲームソフトと勘違いしてギャルゲーを購入するなど、どこかズレた感覚を持つ。
お嬢様学校である水蓮女学院を志望したが、学力が及ばず、萌子、真魚、直たちと同じ女子高校に入学した。運動神経は良いが、勉強が苦手（特に数学）。私服はシンプルで清楚なものであり、ロングスカートを着用している。通学は徒歩。好きな食べ物はアイスクリーム。4人の中で一番身長が高く、胸のサイズは直に次ぎ二番目に大きい。
時田 萌子（ときた もえこ）
声 - 井澤美香子
若葉のクラスメート。10月20日の秋生まれ。身長145cm。お菓子作りが得意。
おっとりとした友達思いの優しい性格で、どちらかと言うと庶民的な感覚の持ち主。少々天然でメルヘンな発言をすることもあるものの、若葉たちの4人の中ではしっかり者の部類に入り、ツッコミに回ることが多い。アニメ版では運動が小学校の頃から苦手で逆上がりも出来ない描写がある。通学は徒歩だが若葉とは逆方向。好きな食べ物はうどん。4人の中で一番身長が低く、胸のサイズも一番小さい。
黒川 真魚（くろかわ まお）
声 - M・A・O
若葉のクラスメートでマイペースな女の子。7月17日の夏生まれ。身長155cm。一人称は「まお」。語尾に「〜っす」とつけて話す。
若葉が憧れるギャル像に近い存在。天真爛漫な明るい性格だが、少々お調子者な性格でもあり、直に余計なことを言っては制裁を食らう。惚れっぽい性格でもあり若葉を観察してお嬢様キャラになろうとしたが、若葉のお嬢様としてのレベルが高すぎるため諦めた。通学は電車通学。好きな食べ物は甘いもの。4人の中で萌子に次ぐ二番目に身長が低く、胸のサイズも萌子に次ぐ二番目に小さい。
真柴 直（ましば なお）
声 - 村川梨衣
若葉のクラスメート。皆から柴さんと呼ばれている。12月12日の冬生まれ。身長158cm。ボクっ子でメガネっ娘だが、普段は「私」で通している。ボーイッシュな性格で腐女子でもある。しかし男っぽいところに強いコンプレックスを持っており、女子らしいことにあこがれている一面がある。また新学期で自己紹介する際、一人称がちぐはぐになってパニックを起こすなど緊張しやすい。
中学生の時はサッカー部で、運動神経は良いものの逆上がりができない。ちなみに今は帰宅部らしい。ツッコミに回ることが多いが、天然でオタクなところもありボケに回ることもある。通学は電車通学。好きな食べ物はハンバーグなどの洋食。4人の中で若葉に次ぐ二番目に身長が高く、胸のサイズは一番大きい。
小橋 柚葉（こはし ゆずは）
声 - 木村珠莉
若葉の姉。
おしとやかだが、若葉や乙葉よりもしっかりした性格をしている。趣味で喫茶店の店長を務めている。
小橋 乙葉（こはし おとは）
声 - 浅倉杏美
若葉の母。
娘2人同様おしとやかな性格。また、若葉をかなり溺愛しており､何かと若葉のことを心配している。携帯電話のゲームにのめりこんでいたが、柚葉に没収された。
先生
声 - 能登麻美子
若葉たちの担任教師。女性。
おっとりとした性格で､パニックになった直をフォローしたり､若葉の行動や発言に少々驚かされている。

## 書誌情報

### 単行本
- 原悠衣 『わかば＊ガール』 芳文社〈まんがタイムKRコミックス〉、2013年10月26日発売[10]、ISBN 978-4-8322-4363-7

### 関連書籍
- 『わかば＊ガール公式ファンブック 女子高生は“はじめて"がいっぱい！』2015年12月26日発売[10]、ISBN 978-4-8322-4652-2

単行本未収録の描きおろし新作である第6話が掲載されている。

## テレビアニメ
2015年7月より9月まで、ウルトラスーパーピクチャーズが企画するアニメ枠『ULTRA SUPER ANIME TIME』で、『うーさーのその日暮らし 夢幻編』、『ミス・モノクローム -The Animation- 2』とともに、30分枠の3本立てショートアニメのうちの1本として放送された。1話約8分・全13話。アニメーション制作のNexusにとっては、本作が初のテレビシリーズ元請作品となる。なお、Nexusはウルトラスーパーピクチャーズ傘下ではないが、同社が協力としてクレジットされている。

### スタッフ
- 原作 - 原悠衣（創作工房「乙女通信」所載・芳文社刊）
- 監督 - 渡邊政治[12]
- シリーズ構成・脚本 - 花田十輝
- キャラクターデザイン・総作画監督 - 石田可奈
- プロップデザイン - 明珍宇作
- 美術監督・美術設定 - 坂場真琴
- 色彩設計 - 田中直人
- 撮影監督 - 廣岡岳
- 編集 - 坪根健太郎
- 音響監督 - 明田川仁
- 音楽 - 川井憲次
- 音楽プロデューサー - 西村潤
- 音楽制作 - NBCユニバーサル
- プロデューサー - 小倉充俊、小林宏之、深尾聡志、山口賢治、兼光一博、宇佐義大、山崎明日香
- アニメーションプロデューサー - 中村浩士
- アニメーション制作 - Nexus
- 製作 - 白詰女子高一年藤組（NBCユニバーサル、芳文社、ショウゲート、ドコモ・アニメストア、アイオウプラス、グッドスマイルカンパニー、エー・ティー・エックス）

### 主題歌
オープニングテーマ「初めてガールズ！」（第1話 - 第12話）
作詞 - 畑亜貴 / 作曲・編曲 - ミト
歌（第1話 - 第8話、第10話 - 第12話） - Ray
歌（第9話） - 一年藤組（小澤亜李、井澤美香子、M・A・O、村川梨衣）
2015年6月28日のイベント『まんがタイム きららフェスタ！2015』で初めて公開された。Rayのタイトル曲としては珍しい、可愛らしく、活発な曲に仕上がっており、Rayは「『わかば＊ガール』のキャラを思い浮かべながら（中略）挑みましたっ」と表明した。また、「一年藤組」のひとりとして同曲を歌った小澤亜李は、「キャッチーな歌」であると感じたとコメントした。

### 各話リスト
| 話数   | サブタイトル           | 絵コンテ         | 演出             | 作画監督 |
| ------ | ---------------------- | ---------------- | ---------------- | -------- |
| 一葉   | 夢は女子高生です       | 渡邊政治         | 渡邊政治         | 野田康行 |
| 二葉   | Dカップでお願いします  | 山本裕介         | 徳本善信         | 野田康行 |
| 三葉   | ギャルへの道のりは遠い | 山本秀世         | 山本秀世         | 中西和也 |
| 四葉   | これが包丁ですか       | 許平康           | 高島大輔         | よち     |
| 五葉   | お嬢様はずるい         | 山本裕介         | 横田一平         | 北原大地 |
| 六葉   | 布の面積が小さすぎます | ジミー・ストーン | ジミー・ストーン | 中西和也 |
| 七葉   | もしかしてスナイパー   | 山本秀世         | 山本秀世         | 野田康行 |
| 八葉   | ドンドコドコドコ       | 徳本善信         | 高島大輔         | よち     |
| 九葉   | 若葉ちゃんフィーバー   | 徳本善信         | 高島大輔         | 北原大地 |
| 十葉   | それは無理ですわ〜     | 渡邊政治         | 横田一平         | 中西和也 |
| 十一葉 | 堕落人間製造機械       | 山本秀世         | 山本秀世         | よち     |
| 十二葉 | その目をやめろ         | 石田可奈         | 石田可奈         | 石田可奈 |
| 十三葉 | 普通の女の子           | 渡邊政治         | 渡邊政治         | 野田康行 |
| 十四葉 | 温泉つかりたい         | 渡邊政治         | 横田一平         | 中西和也 |

### 放送局
| 放送期間               | 放送時間                     | 放送局   | 対象地域 | 備考                                                                     |
| ---------------------- | ---------------------------- | -------- | -------- | ------------------------------------------------------------------------ |
| 2015年7月3日 - 9月25日 | 金曜 22:40 - 22:50           | AT-X     | 日本全域 | CS放送 / 製作委員会参加 / リピート放送あり                               |
|                        | 金曜 23:17 - 23:30           | TOKYO MX | 東京都   | 『ULTRA SUPER ANIME TIME』内（1st SEASON 3枠目）                         |
| 2015年7月6日 - 9月28日 | 月曜 1:17 - 1:30（日曜深夜） | BS11     | 日本全域 | BS放送 / 『ANIME+』枠 / 『ULTRA SUPER ANIME TIME』内（1st SEASON 3枠目） |

| 配信期間                | 配信時間                   | 配信サイト         | 備考                                                                    |
| ----------------------- | -------------------------- | ------------------ | ----------------------------------------------------------------------- |
| 2015年7月4日 - 9月26日  | 土曜 12:00 更新            | dアニメストア      | 製作委員会参加                                                          |
| 2015年7月11日 - 10月3日 |                            | 楽天ショウタイム   |                                                                         |
|                         |                            | ビデオマーケット   |                                                                         |
|                         | 土曜 22:46 - 23:00         | ニコニコ生放送     | 『ULTRA SUPER ANIME TIME』内（1st SEASON 3枠目）                        |
| 2015年7月12日 - 10月4日 | 日曜 0:00（土曜深夜） 更新 | ニコニコチャンネル | 第1話無料、第2話以降1週間無料                                           |
| 2015年7月15日 - 10月7日 | 水曜 12:00 更新            | GYAO!              | 第1話無料、第2話以降1週間無料                                           |
| 2015年7月25日 - 10月3日 | 土曜 12:00 更新            | バンダイチャンネル | 第1話無料、第2話以降有料 有料会員は全話見放題 第1話 - 第3話同時配信開始 |

### BD / DVD
| 巻  | 発売日         | 収録話         | 規格品番  | 規格品番  |
| 巻  | 発売日         | 収録話         | BD初回版  | DVD初回版 |
| --- | -------------- | -------------- | --------- | --------- |
| 1   | 2015年9月18日  | 第1話 - 第7話  | GNXA-1528 | GNBA-1528 |
| 2   | 2015年10月23日 | 第8話 - 第14話 | GNXA-1529 | GNBA-1529 |
| SET | 2016年11月9日  | 第1話 - 第14話 | GNXA-1530 | -         |

### Webラジオ
『わかば*ラジオ』のタイトルで、2015年7月31日から10月9日までdアニメストアにて配信された。隔週金曜日更新。パーソナリティは井澤美香子（時田萌子 役）、M・A・O（黒川真魚 役）。

## タイアップ
叡山電鉄
本作のヘッドマークを装着したデオ720形電車が、2015年7月1日から9月30日まで運行された。